# Steinheim (Hungen)
Steinheim ist ein Stadtteil von Hungen im mittelhessischen Landkreis Gießen.

## Geografische Lage
Steinheim liegt südlich von Hungen am Wingertsberg. Durch den Ort verläuft die Landesstraße 3188. Große Teile der Gemarkung stehen unter Naturschutz bzw. Landschaftsschutz.

## Geschichte

### Ortsgeschichte
Die älteste schriftliche Erwähnung von Steinheim erfolgte zwischen 1118 und 1137: „In Munstere et in Stenhem“.
Im Jahr 1294 werden in einer Urkunde des Klosters Arnsburg „Happele de Steynheim, Ludwicus de Inheiden“ (Happel von Steinheim, Ludwig von Inheiden) erwähnt. 1356 gibt es im Arnsburger Urkundenbuch die Ortsangabe: „geyn Steynheym“.
Der Ortsname wird als „Siedlung auf steinigem Boden“ gedeutet.
Bei der Belehnung des Landgrafen Ludwig I. durch den Abt Johann von Fulda im Juli 1434 fiel die Mühle zu Reinhausen in das Gericht Rodheim zusammen mit Orten Langd und Steinheim.
Die Katharinenkapelle wurde im 13. Jahrhundert erbaut. 1787 kam die erste Schule dazu.
Die Statistisch-topographisch-historische Beschreibung des Großherzogthums Hessen berichtet 1830 über Steinheim:

„Steinheim (L. Bez. Nidda) evangel. Filialdorf; liegt 2 St. von Nidda, an der Horloff, hat 1 Kirche, 97 Häuser und 498 Einwohner, die außer 2 Katholiken evangelisch sind. – Der Ort hatte im 14. Jahrhundert eine Kapelle, die damals schon zur Pfarrkirche in Rodheim gehörte.“

Hessische Gebietsreform (1970–1977)
Zum 31. Dezember 1970 erfolgte im Zuge der Gebietsreform in Hessen die freiwillige Eingliederung in die nahegelegene Kleinstadt Hungen. Für Steinheim wurde wie für alle Stadtteile von Hungen ein Ortsbezirk eingerichtet.

### Verwaltungsgeschichte im Überblick
Die folgende Liste zeigt die Staaten und Verwaltungseinheiten, denen Steinheim angehört(e):
- vor 1450: Heiliges Römisches Reich, Grafschaft Nidda, Amt Nidda
- 1450–1495: Erbstreit zwischen der Landgrafschaft Hessen und den Grafen von Hohenlohe
- ab 1450: Heiliges Römisches Reich, Landgrafschaft Hessen, Amt Nidda[14]
- ab 1567: Heiliges Römisches Reich, Landgrafschaft Hessen-Marburg, Amt Nidda, Gericht Rodheim[15]
- 1604–1648: Heiliges Römisches Reich, strittig zwischen Landgrafschaft Hessen-Darmstadt und Landgrafschaft Hessen-Kassel (Hessenkrieg)
- ab 1604: Heiliges Römisches Reich, Landgrafschaft Hessen-Darmstadt, Amt Nidda, Gericht Rodheim[16]
- 1787: Heiliges Römisches Reich, Landgrafschaft Hessen-Darmstadt, Oberfürstentum Hessen, Amt Nidda und Lißberg, Gericht Rodheim[17]
- ab 1806: Großherzogtum Hessen,[Anm. 2] Fürstentum Oberhessen, Amt Nidda[18][19]
- ab 1815: Deutscher Bund, Großherzogtum Hessen, Provinz Oberhessen, Amt Nidda[20]
- ab 1821: Großherzogtum Hessen, Provinz Oberhessen, Landratsbezirk Nidda[21][Anm. 3]
- ab 1832: Großherzogtum Hessen, Provinz Oberhessen, Kreis Nidda
- ab 1848: Großherzogtum Hessen, Regierungsbezirk Nidda
- ab 1852: Großherzogtum Hessen, Provinz Oberhessen, Kreis Nidda
- ab 1867: Norddeutscher Bund,[Anm. 4] Großherzogtum Hessen, Provinz Oberhessen, Kreis Nidda
- ab 1871: Deutsches Reich, Großherzogtum Hessen, Provinz Oberhessen, Kreis Nidda
- ab 1874: Deutsches Reich, Großherzogtum Hessen, Provinz Oberhessen, Kreis Gießen
- ab 1918: Deutsches Reich (Weimarer Republik), Volksstaat Hessen, Provinz Oberhessen, Kreis Gießen
- ab 1938: Deutsches Reich, Volksstaat Hessen, Landkreis Gießen[22][Anm. 5]
- ab 1945: Amerikanische Besatzungszone,[Anm. 6] Groß-Hessen, Regierungsbezirk Darmstadt, Landkreis Gießen
- ab 1946: Amerikanische Besatzungszone, Land Hessen, Regierungsbezirk Darmstadt, Landkreis Gießen
- ab 1949: Bundesrepublik Deutschland, Land Hessen, Regierungsbezirk Darmstadt, Landkreis Gießen
- ab 1971: Bundesrepublik Deutschland, Land Hessen, Regierungsbezirk Darmstadt, Landkreis Gießen, Stadt Hungen[Anm. 7]
- ab 1977: Bundesrepublik Deutschland, Land Hessen, Regierungsbezirk Darmstadt, Lahn-Dill-Kreis
- ab 1979: Bundesrepublik Deutschland, Land Hessen, Regierungsbezirk Darmstadt, Landkreis Gießen
- ab 1981: Bundesrepublik Deutschland, Land Hessen, Regierungsbezirk Gießen, Landkreis Gießen

## Bevölkerung

### Einwohnerstruktur 2011
Nach den Erhebungen des Zensus 2011 lebten am Stichtag dem 9. Mai 2011 in Steinheim 555 Einwohner. Darunter waren 3 (0,5 %) Ausländer. Nach dem Lebensalter waren 78 Einwohner unter 18 Jahren, 210 zwischen 18 und 49, 144 zwischen 50 und 64 und 123 Einwohner waren älter. Die Einwohner lebten in 249 Haushalten. Davon waren 63 Singlehaushalte, 84 Paare ohne Kinder und 69 Paare mit Kindern, sowie 21 Alleinerziehende und 9 Wohngemeinschaften. In 54 Haushalten lebten ausschließlich Senioren und in 147 Haushaltungen lebten keine Senioren.

### Einwohnerentwicklung
- 1630: 95 Hausgesesse (1 dreispännige, 6 zweispännige, 19 einspännige Ackerleute, 15 Einläuftige)[1]
- 1669: 190 Seelen[1]
- 1742: ein Geistlicher/Beamter, 73 Untertanen, 7 Junge Mannschaften, 2 Beisassen/Juden[1]
- 1791: 395 Einwohner[17]
- 1800: 403 Einwohner[24]
- 1806: 450 Einwohner, 84 Häuser[19]
- 1829: 498 Einwohner, 97 Häuser[8]
- 1867: 539 Einwohner, 105 bewohnte Gebäude[25]
- 1875: 505 Einwohner, 105 bewohnte Gebäude[26]

| Steinheim: Einwohnerzahlen von 1791 bis 2020 | Steinheim: Einwohnerzahlen von 1791 bis 2020 | Steinheim: Einwohnerzahlen von 1791 bis 2020 | Steinheim: Einwohnerzahlen von 1791 bis 2020 | Steinheim: Einwohnerzahlen von 1791 bis 2020 |
| --- | -------------------------------------------- | -------------------------------------------- | -------------------------------------------- | -------------------------------------------- |
| Jahr |                                              |                                              |                                              | Einwohner                                    |
| 1791 | 1791                                         |                                              | 395                                          | 395                                          |
| 1800 | 1800                                         |                                              | 403                                          | 403                                          |
| 1806 | 1806                                         |                                              | 450                                          | 450                                          |
| 1829 | 1829                                         |                                              | 498                                          | 498                                          |
| 1834 | 1834                                         |                                              | 532                                          | 532                                          |
| 1840 | 1840                                         |                                              | 535                                          | 535                                          |
| 1846 | 1846                                         |                                              | 573                                          | 573                                          |
| 1852 | 1852                                         |                                              | 627                                          | 627                                          |
| 1858 | 1858                                         |                                              | 589                                          | 589                                          |
| 1864 | 1864                                         |                                              | 552                                          | 552                                          |
| 1871 | 1871                                         |                                              | 522                                          | 522                                          |
| 1875 | 1875                                         |                                              | 505                                          | 505                                          |
| 1885 | 1885                                         |                                              | 492                                          | 492                                          |
| 1895 | 1895                                         |                                              | 490                                          | 490                                          |
| 1905 | 1905                                         |                                              | 515                                          | 515                                          |
| 1910 | 1910                                         |                                              | 513                                          | 513                                          |
| 1925 | 1925                                         |                                              | 524                                          | 524                                          |
| 1939 | 1939                                         |                                              | 487                                          | 487                                          |
| 1946 | 1946                                         |                                              | 773                                          | 773                                          |
| 1950 | 1950                                         |                                              | 777                                          | 777                                          |
| 1956 | 1956                                         |                                              | 623                                          | 623                                          |
| 1961 | 1961                                         |                                              | 589                                          | 589                                          |
| 1967 | 1967                                         |                                              | 560                                          | 560                                          |
| 1971 | 1971                                         |                                              | 599                                          | 599                                          |
| 1987 | 1987                                         |                                              | 566                                          | 566                                          |
| 1991 | 1991                                         |                                              | 616                                          | 616                                          |
| 2000 | 2000                                         |                                              | 681                                          | 681                                          |
| 2005 | 2005                                         |                                              | 643                                          | 643                                          |
| 2011 | 2011                                         |                                              | 555                                          | 555                                          |
| 2015 | 2015                                         |                                              | 516                                          | 516                                          |
| 2020 | 2020                                         |                                              | 529                                          | 529                                          |
| Datenquelle: Historisches Gemeindeverzeichnis für Hessen: Die Bevölkerung der Gemeinden 1834 bis 1967. Wiesbaden: Hessisches Statistisches Landesamt, 1968. Weitere Quellen: ; nach 1970 Stadt Hungen; Zensus 2011 |                                              |                                              |                                              |                                              |

### Historische Religionszugehörigkeit
| • 1829: | 496 evangelische, 2 römisch-katholische Einwohner  |
| • 1961: | 478 evangelische, 94 römisch-katholische Einwohner |

### Historische Erwerbstätigkeit
| • 1961: | Erwerbspersonen: 112 Land- und Forstwirtschaft, 120 Prod. Gewerbe, 38 Handel, Verkehr und Nachrichtenübermittlung, 23 Dienstleistung und Sonstiges. |

## Politik
Für den Stadtteil Steinheim besteht ein Ortsbezirk (Gebiete der ehemaligen Gemeinde Steinheim) mit Ortsbeirat und Ortsvorsteher nach der Hessischen Gemeindeordnung.
Der Ortsbeirat besteht aus fünf Mitgliedern. Bei den Kommunalwahlen in Hessen 2021 betrug die Wahlbeteiligung zum Ortsbeirat 55,74 %. Dabei wurden gewählt: drei Mitglieder der SPD und zwei Mitglieder der „Freien Wähler Hungen“ (FW). Der Ortsbeirat wählte Klaus-Dieter Christ (SPD) zum Ortsvorsteher.

## Kultur und Sehenswürdigkeiten
Im Jahr 2003 gewann Steinheim den erstmals ausgetragenen Dörferwettkampf „Dolles Dorf“.